# Нескучненский лес
Нескученский лес — ландшафтный заказник местного значения. Находится в Волновахском районе Донецкой области, около села Нескучное Великоновосёлковского сельского совета. по левому берегу реки Мокрые Ялы.
Статус заказника присвоен решением облисполкома № 276 от 27 июня 1984 года. Входит в Великоанадольский гослесхоз. Площадь заказника составляет 16 гектар.
Лес растёт на изгибе реки. Берег пологий. Подлесок густой. Здесь произрастают клён полевой, клён татарский.
Лес был посажен по распоряжению русского общественного деятеля и публициста Николая Александровича Корфа, рядом с его дачей. Сейчас в этой даче находится музей Немировича-Данченко.
Название «Нескученский лес» было дано в честь московского Нескучненского сада Владимиром Ивановичем Немировичем-Данченко, который был владельцем усадьбы Корфа после его смерти.